# Botanischer Garten (Granada)

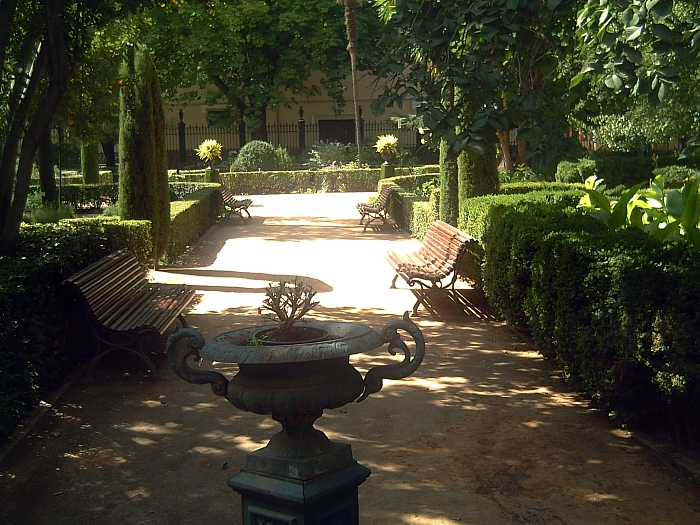
Gang im Botanischen Garten

Der Jardín Botánico de la Universidad de Granada (Botanischer Garten der Universität von Granada) ist ein sehr kleiner Botanischer Garten im Zentrum der andalusischen Stadt Granada; er befindet sich im Außenbereich der aktuellen Rechtsfakultät der Universität und wird von den Straßen Duquesa, Málaga und Escuelas eingefasst.

## Geschichte

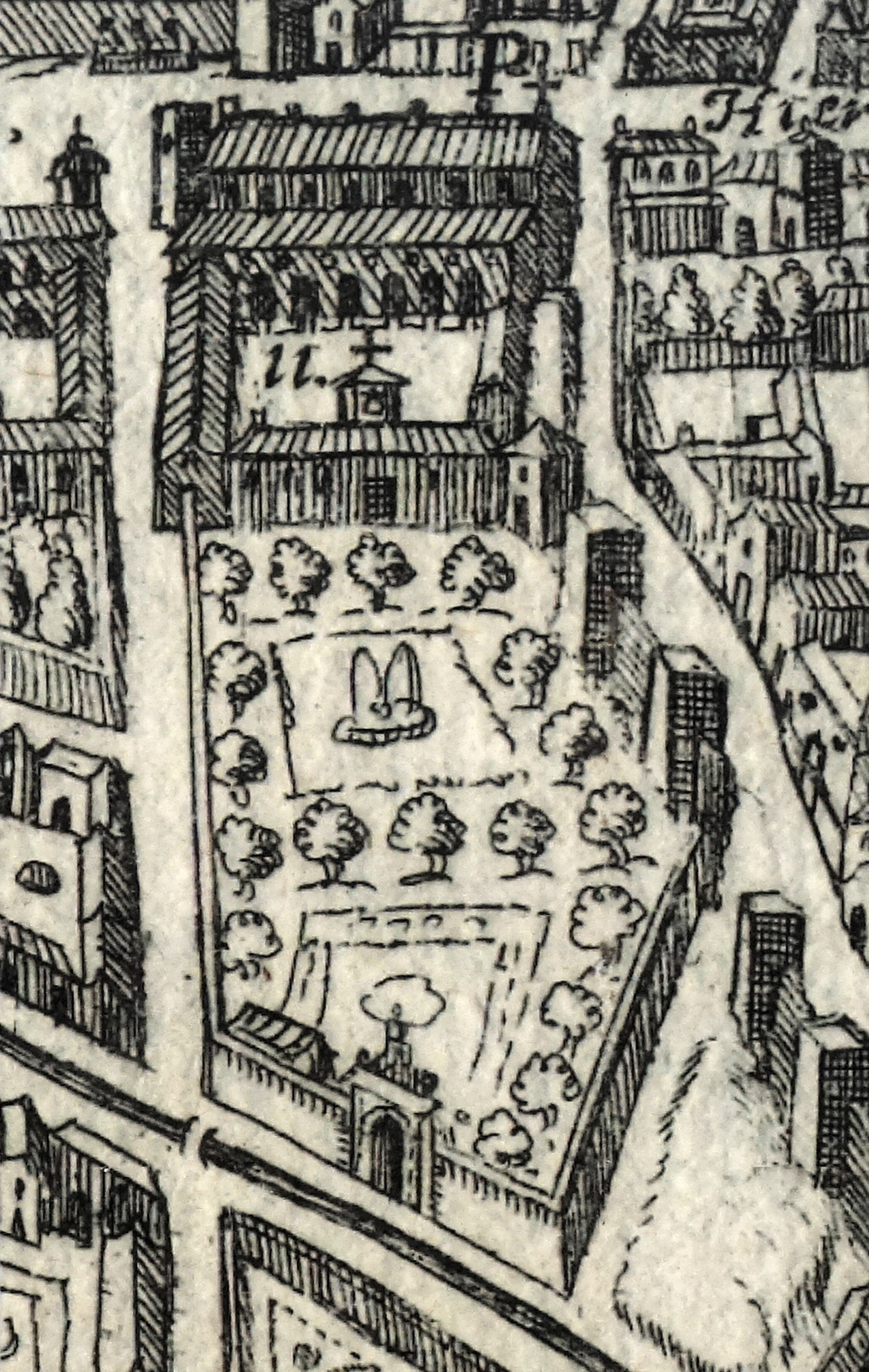
Garten des Jesuitenklosters, Stadtplan von Granada (Ambrosio Vico, 1610)

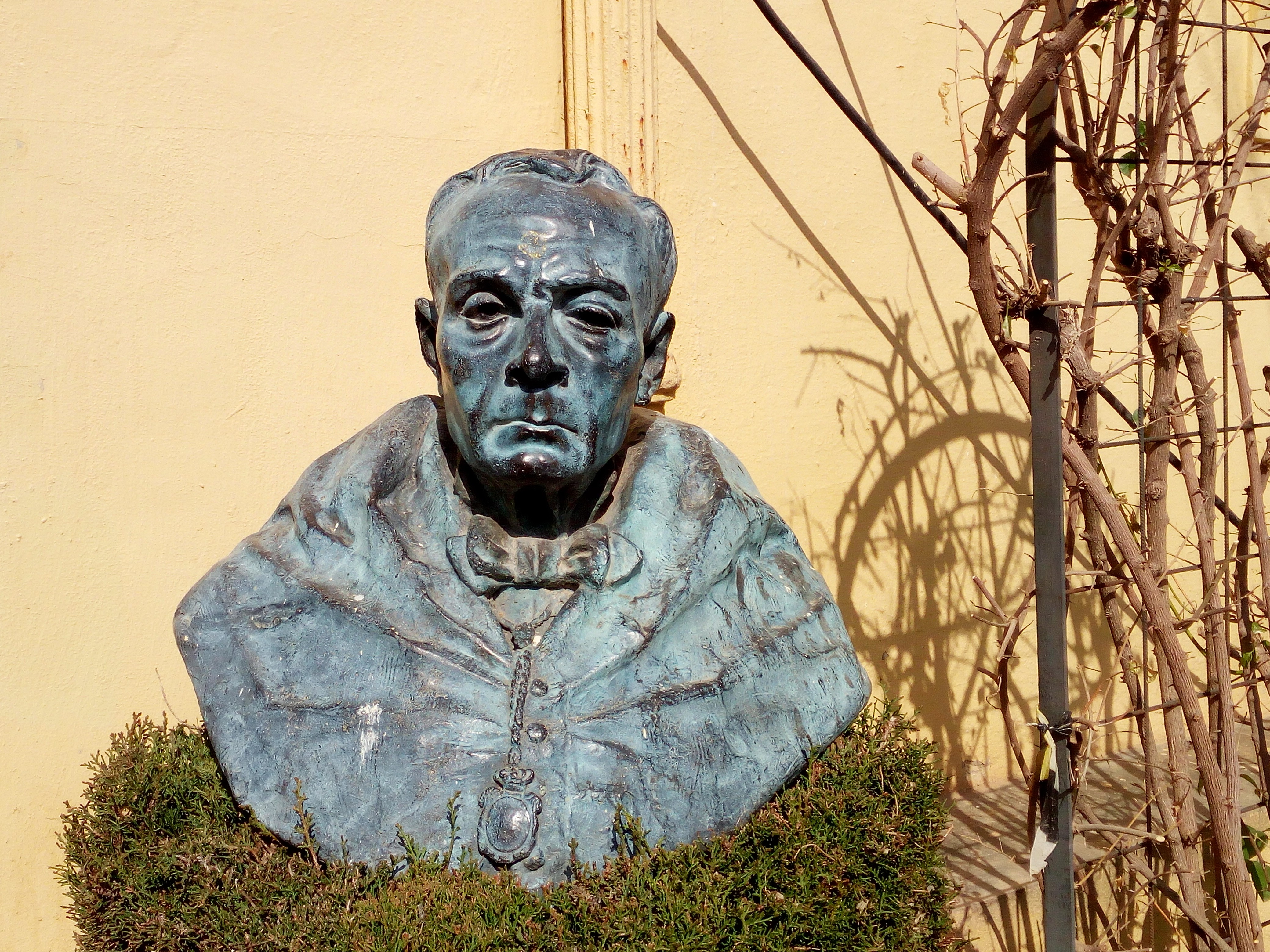
Mariano del Amo, Büste im Botanischen Garten von Granada

Ursprünglich befand sich an dieser Stelle der Garten eines Jesuitenklosters. Nachdem die Jesuiten das Gelände 1769 an die Stadt verloren hatten, wurde hier 1783 ein Medizingarten eingerichtet. Zwischen 1840 und 1850 wurde der Ort schließlich von der Universität von Granada zum Studium der Pflanzenwelt als Botanischer Garten eingerichtet. Zuständig war der Botaniker Mariano del Amo y Mora. Als Grundmaterial dienten u. a. Pflanzensamen des Botanischen Gartens von Madrid sowie Pflanzen aus der nahen Sierra Nevada. Inzwischen unterhält die Universität von Granada einen größeren Botanischen Garten, den etwa 30 km von der Stadt im Park Sierra Nevada gelegenen Jardín Botánico de la Cortijuela. Der historische Botanische Garten von Granada wurde 1998 restauriert und ist heute eher ein städtischer Rückzugsort von ornamental-historischem Wert.

## Sammlungen
Die Sammlung ist in zwei Teile eingeteilt: Die Escuela Botanicá und die Cuadros de Floricultura. Insgesamt finden sich im Garten mehrere Dutzend größere Bäume sowie zahlreiche kleinere Pflanzen in den gangförmigen angelegten Zwischenräumen.
Am bekanntesten ist der sehr große, 1889 eingepflanzte Ginkgo der Einrichtung; es handelt sich um einen der ältesten Ginkgobäume in ganz Spanien und den ersten der Stadt Granada, in der Ginkgos heute beliebte Straßenbäume sind.